# 北広島市立西の里中学校陽香分校
北広島市立西の里中学校陽香分校（きたひろしましりつにしのさとちゅうがっこうはるかぶんこう）は、北海道北広島市西の里にある北広島市立西の里中学校の分校である。
本校は、児童福祉法第44条に基づいて設置されている児童自立支援施設「北海道立向陽学院」に入所する生徒が通う中学校である。また、男子は入校できない。

## 沿革
- 2008年（平成20年） - 教育課程編成等のため、向陽学院に石狩教育局より指導主事（教員）1名配置。北広島市議会第4回定例議会において「学校設置条例の一部改正」により、北広島市立西の里中学校陽香分校の設置を決定。
- 2009年（平成21年）
  - 日付不明 - 学校設置に係る「協定書、基本方針」について、北海道と北広島市等関係機関において確認し協定を締結。
  - 4月1日 - 北広島市立西の里中学校陽香分校を開設。
  - 4月19日 - 開校記念式典挙行。
  - 日付不明 - 特別支援学級（知的）の開設（教員2名配置）。
- 2010年（平成22年）
  - 3月 - 向陽学院主催卒業証書伝達式の挙行。
  - 日付不明 - 事務職員配置。執務室内に物品庫を改修し「校長室」を設置。各普通教室に「可動式パーテーション」を設置。

## 教育目標
- 1）きまりや学習の意義を自覚し、目標に向かって生活する中で、基本的な生活習慣や学習態度、基礎的・基本的な学習内容を自ら身に付ける児童生徒の育成
- 2）笑顔とあいさつ、感謝する心を大切にするとともに、自分の感情をコントロール視、自己の役割をしっかりと果たせる児童生徒の育成
- 3）自他の健康を考え、運動や音楽、美術、ものづくりなどを楽しむ、心身ともに調和のとれた元気な児童生徒の育成
- 4）自律し、学校復帰や進路実現を果たすことのできる児童生徒の育成

## 在籍者数
| 学年 | 1年 | 2年 | 3年 | 特別支援   | 合計 |
| ---- | --- | --- | --- | ---------- | ---- |
| 学級 | 0.5 | 0.5 | 1   | 1          | 3    |
| 生徒 | 4   | 3   | 2   | 2 （内数） | 9    |

- 学級数「0.5」は、複式学級を表す。
- 2023年（令和5年）5月1日時点[1]

## 周辺
- 北広島市立西の里中学校（本校） - 道路を挟んで、敷地が隣接。
- 国道274号

## アクセス
- JR北海道バス循環新32系統・新札幌西の里線[2]「西の里学校通」バス停（国道274号上）下車後、徒歩。